# Hulst (Opwijk)
Hulst is een uitgestrekt gehucht in de gemeente Opwijk in de Belgische provincie Vlaams-Brabant.
Het bestaat uit één enkele straat en is gelegen op een heuvelhelling tussen de kern Opwijk-centrum, waarmee het door lintbebouwing verbonden is, enerzijds en de N211 en de kern Droeshout anderzijds.
In het gehucht bevindt zich de kasteelhoeve van de Baron van Opwijk alsook twee kapellen: de Sint-Pauluskapel aan het begin van de straat en nog een kleine kapel nabij het natuurgebied van Nanove. Vroeger was dit vooral agrarisch gebied terwijl het anno 2019 grotendeels dienst doet als woonwijk.